# لويس مينديز
لويس مينديز (بالإنجليزية: Louis Mendes)‏ هو مصور أمريكي، ولد في 5 يونيو 1940.

## وصلات خارجية
- الموقع الرسمي